# 鄂齐尔 (翁牛特部)
鄂齐尔（？—1733年），博尔济吉特氏，翁牛特右翼旗人，清朝蒙古王公。他是合赤温之二十六代孙，翁牛特扎萨克杜棱郡王博多和的次子。
鄂齐尔开始授为一等台吉。康熙十四年（1675年），随军平定察哈尔部布尔尼之乱。康熙三十年（1696年），随军征准噶尔部噶尔丹，康熙六十一年（1722年）四月，封辅国公，十一月晋升为固山贝子。雍正五年（1727年），其侄子苍津擅自请准噶尔使者进入西藏熬茶，被削爵，鄂齐尔袭任翁牛特扎萨克杜棱郡王。